# 新井文月
新井 文月（あらい ふづき）は、日本の現代美術家、研究者、書評家。

## 経歴
宇宙の声を聴き、光と闇を融合せしめる芸術家。日本における内観する文化、主に修験道の影響を受け、その重要性を国内外に説く。日本学際研究国際センター理事。
多摩美術大学美術学部情報デザイン学科卒業。幼少の頃は足の病気のため、ひとりで絵を描いて過ごす。描き続けていると足は治癒され、新井にとって見えない世界への興味のきっかけとなった。美術大学在学中にダンスに没頭。卒業後はダンサーとして活動し、ストリートダンス、バレエ、K-POPなどあらゆるジャンルを習得。舞台やCMなどの振付も行うようになった。太極拳に出会い気功を学び、そこで物理的な絵の中にも気（エネルギー）を入れるようになる。いっぽうデザインの技術を生かし、トランスコスモスに在職。デザイナーとして、ゲーム・エンターテイメント・金融業界に常駐しWebデザイン・ブランディングを請負う。並行して法螺貝や滝行により、作品の波動を高めることに注力している。初の製作するアートがドバイの外交官が購入されと、次第にアートが注目されるようになった。
2010年よりボランティア活動として壁画を描きはじめ、2011年、東日本大震災から東北周辺を中心に芸術支援団体フラワープロジェクトを発足。2014年、ニューヨークにて活動の個展を開催。2015年にはイスラムと日本の親和性についての作品を発表し、Arab Week 2015 Art Exhibitionに展示。作品《月》について高円宮妃から「この上ない美しいブルー」と賞賛される。主催国のオマーン／パレスチナ大使より日本アラブ友好感謝賞を授与された。同時に文様に関する研究を進めており、その根源的な形は銀河の声を反映しているとされ『銀河文字（コスモグリフ）』と呼び論文を発表。特許を取得している。2023年、世界96カ国から選出される101人の現代アーティストに選ばれた。2024年、ペルービエンナーレに出展。

## 主な活動
学歴
2002 多摩美術大学情報デザイン学科卒業
個展
2023 “すべては繋がっている展” Night Out Gallery（東京）
2022 “銀河文字展2022” 銀座第7ビルギャラリー（東京）
2021 “銀河文字展2021”Hama House（東京）
2019 “新井文月・山口芳水 ２人展”銀座ホワイトストーンギャラリー（東京）
2019 “すべてはわたし展”Hama House（東京）
2014 “Flower Project”在ニューヨーク日本国総領事館（ニューヨーク）
2014 “Flower Project”d-labo東京ミッドタウン（東京）
グループ展
2025 “余白のアートフェア“ （福島）
2024 “ペルービエンナーレ“ （リマ）
2022 “Abstract Art“ Collect art （トビリシ）
2022 “WONDERS“ The Holy Art gallery （ロンドン）
2022 “アジアデジタルアートアワード大賞展” 福岡市美術館（福岡）
2021 “美食と芸術の町小布施”北斎館（長野）
2020 “Independent Tokyo 2020”東京ポートシティ竹芝（東京）
2015 “Arab Week 2015 Art Exhibition”オマーン・スルタン大使館（東京）
2001 “7 views on Tokyo words”About Cafe（バンコク）  
参考文献
“色を楽しむ”『アートワークギャラリーマガジン 第7号』, 2024年6月
“広がる意識は光へ向かう”『芸術新潮12月号』, 2023年11月
“ONBEAT 特集”『ONBEAT vol.18』, 2023年5月
“Abstract Art Artists”Collect art Magazine, 2022年11月
“デジタル×日本の融合で描く「流れる宝石箱」”美術手帖, 2020年12月号
“世界で戦う芸術家” D-laboマガジン, 2014年8月
“Tokyo Artists” Art4D タイ／アート雑誌, 2001年9月
レクチャー＆プレゼンテーション
“芸術支援ニューヨーク展 報告会”D-labo東京ミッドタウン,2014年９月
“ダンスと経済開発”, Akha Christians教会, タイ, 2007年
受賞歴
2024 ユネスコ学際憲章30周年記念賞受賞
2015 Arab Week 2015 Art Exhibition アラブ日本芸術感謝賞
2012 トランス・コスモス株式会社主催クリエイティブコンテスト2012最優秀賞

## 著書

### 作品集
『新井文月　作品集　銀河文字 ーすべてはつながっているー』

### 論文
『Cosmoglyph: A Bridge Between Art, Truth, and Well-Being in the Digital Age』

## 特徴
- 個展を開催しようとしたところ、国内ではお金がかかるためニューヨークに企画を持ち込み初個展を開催した。しかし美術品の輸送費が高いことが判明したため、100万円をクラウドファンディングで集めた。
- マイクロソフトの元社長、成毛眞氏が主宰するHONZの初期メンバーであり書評家となった。週刊朝日、信濃毎日新聞書評委員、日刊工業新聞主催のメディアに寄稿している。